# Face à ma sœur jumelle

Face à ma sœur jumelle (Deadly Sibling Rivalry) est un téléfilm à suspense américain réalisé par Hanelle M. Culpepper. Elle est diffusée sur  NTVCA AFRIQUE depuis novembre 2017.

## Fiche technique
- Réalisation : Hanelle Culpepper (en)
- Scénario : Steven Palmer Peterson, d'après une histoire de Johnson Chan
- Durée : 89 minutes
- Pays :  États-Unis

## Synopsis
Callie et Janna, des jumelles, sont parties faire de l'escalade avec leur père. Mais leur harnais se casse et leur père se sacrifie pour sauver la vie de Janna. Témoin de la scène, Callie a toujours tenu sa sœur pour responsable de la mort de leur père. Les années ont passé, mais la rancune de Callie est tenace.
Un jour, Callie et Janna ont un accident de la route et Janna, dans le coma, est entre la vie et la mort.

## Distribution
- Charisma Carpenter (VF : Malvina Germain) : Janna / Callie
- Kyle Richards (VF : Véronique Augereau) : Tricia
- Christa B. Allen (VF : Ludivine Maffren) : Fiona
- Ben Milliken (VF : Yannick Blivet) : Kayden
- K.C. Clyde (de) (VF : Mathieu Buscatto) : Docteur Eduardo Ortiz
- Con Schell : Henry
- Hart Turner : Officier Cooper
- A. Russell Andrews (VF : Thierry Desroses) : Inspecteur Park
- Erica Aulds : Janna jeune / Callie jeune
- Siri Baruc : Infirmière Gretchen
- Brendan Michel Coughlin : Serveur
- Justin Gaston : Officier de patrouille
- Lee Nestor : Infirmière Catherine Blake

Version française (VF) selon le carton de doublage.